# 947 هـ
947 هـ هي سنة في التقويم الهجري امتدت مقابلةً في التقويم الميلادي بين سنتي 1540 و1541.

## وفيات
- عبد الله الطيب بن عبد الله بامخرمة